# Briarcliffe Acres
Briarcliffe Acres è un comune degli Stati Uniti d'America, situato in Carolina del Sud, nella Contea di Horry.